# Bengtsfors (comuna)
Bengtsfors (em sueco: Bengtsfors kommun;  pronúncia) é uma comuna da Suécia, situada no norte do condado da Västra Götaland. Sua capital é a cidade de Bengtsfors. Possui 883 quilômetros quadrados e segundo censo de 2018, havia 9 846 pessoas. Dispõe de várias empresas ligadas à indústria florestal.